# Дијего Гомез
Дијего Александер Гомез Амариља (шп. Diego Alexander Gómez Amarilla; Сан Хуан Баутиста, 27. март 2003) је парагвајски фудбалер који тренутно наступа за Интер из Мајамија. Игра на позицији везног играча.

## Успеси
Либертад
+ Прва лига Парагваја  (2) : 2022. Апертура, 2023. Апертура
 Интер Мајами
- Куп САД: (финале: 2023)[7]
- Куп лига  (1) : 2023.[8]